# Arquidiócesis de Bloemfontein
La arquidiócesis de Bloemfontein (en latín: Archidioecesis Bloemfonteinen(sis) y en inglés: Roman Catholic Archdiocese of Bloemfontein) es una circunscripción eclesiástica latina de la Iglesia católica en Sudáfrica, sede metropolitana de la provincia eclesiástica de Bloemfontein. La arquidiócesis tiene al arzobispo Zolile Peter Mpambani, S.C.I. como su ordinario desde el 1 de abril de 2020. 

## Territorio y organización
La arquidiócesis tiene 64 393 km² y extiende su jurisdicción sobre los fieles católicos de rito latino residentes en parte de la provincia del Estado Libre en las siguientes localidades: Bloemfontein, Boshof, Botshabelo, Brandfort, Bultfontein, Dealesville, Dewetsdorp, Edenburg, Excelsior, Fauresmith, Hertzogville, Hobhouse, Jacobsdal, Koffiefontein, Luckhoff, Marseilles, Petrusburg, Phillipolis, Redderburg, Smithfield, Thaba Nchu, Trompsburg, Tweespruit, Verkeerdevlei, Wepener, Zastron y parte de Ladybrand y Hoopstad.
La sede de la arquidiócesis se encuentra en la ciudad de Bloemfontein, en donde se halla la Catedral del Sagrado Corazón de Jesús.
En 2018 en la arquidiócesis existían 49 parroquias.
La arquidiócesis tiene como sufragáneas a las diócesis de: Bethlehem, Keimoes-Upington, Kimberley y Kroonstad.

## Historia
La arquidiócesis fue erigida el 11 de enero de 1951 con la bula Suprema Nobis del papa Pío XII, obteniendo el territorio de los vicariatos apostólicos de Aliwal (hoy diócesis de Aliwal) y de Kimberley en el sur de África (hoy diócesis de Kimberley).
El 5 de junio de 2007 la diócesis de Gaborone se convirtió en sufragánea de la arquidiócesis de Pretoria, dejando la provincia eclesiástica de Bloemfontein.

## Estadísticas
De acuerdo al Anuario Pontificio 2019 la arquidiócesis tenía a fines de 2018 un total de 125 560 fieles bautizados.
| Año                                                                             | Población            | Población | Población      | Sacerdotes | Sacerdotes    | Sacerdotes    | Bautizados por sacerdote | Diáconos permanentes | Religiosos | Religiosos | Parroquias |
| Año                                                                             | Bautizados católicos | Total     | % de católicos | Total      | Clero secular | Clero regular | Bautizados por sacerdote | Diáconos permanentes | Varones    | Mujeres    | Parroquias |
| ------------------------------------------------------------------------------- | -------------------- | --------- | -------------- | ---------- | ------------- | ------------- | ------------------------ | -------------------- | ---------- | ---------- | ---------- |
| 1959                                                                            | 29 922               | 361 583   | 8.3            | 20         |               | 20            | 1496                     |                      | 7          | 67         | 13         |
| 1970                                                                            | 45 107               | 400 000   | 11.3           | 24         |               | 24            | 1879                     |                      | 43         | 74         | 2          |
| 1980                                                                            | 56 000               | 684 000   | 8.2            | 22         | 1             | 21            | 2545                     |                      | 36         | 68         | 18         |
| 1990                                                                            | 98 537               | 986 351   | 10.0           | 22         | 4             | 18            | 4478                     |                      | 29         | 65         | 23         |
| 1997                                                                            | 104 171              | 1 003 191 | 10.4           | 28         | 5             | 23            | 3720                     | 1                    | 30         | 79         | 40         |
| 2000                                                                            | 100 918              | 1 071 537 | 9.4            | 23         | 6             | 17            | 4387                     |                      | 24         | 54         | 30         |
| 2001                                                                            | 103 138              | 1 095 111 | 9.4            | 24         | 6             | 18            | 4297                     |                      | 25         | 60         | 30         |
| 2002                                                                            | 106 142              | ?         | ?              | 25         | 6             | 19            | 4245                     |                      | 26         | 59         | 30         |
| 2003                                                                            | 112 706              | ?         | ?              | 28         | 8             | 20            | 4025                     |                      | 27         | 60         | 26         |
| 2004                                                                            | 113 833              | ?         | ?              | 32         | 11            | 21            | 3557                     |                      | 28         | 63         | 28         |
| 2006                                                                            | 116 700              | 1 425 000 | 8.2            | 28         | 11            | 17            | 4167                     | 1                    | 20         | 62         | 29         |
| 2012                                                                            | 103 600              | 1 464 000 | 7.1            | 29         | 16            | 13            | 3572                     |                      | 15         | 63         | 49         |
| 2015                                                                            | 120 000              | 761 000   | 15.8           | 27         | 15            | 12            | 4444                     |                      | 12         | 60         | 48         |
| 2018                                                                            | 125 560              | 796 275   | 15.8           | 30         | 17            | 13            | 4185                     |                      | 13         | 55         | 49         |
| Fuente: Catholic-Hierarchy, que a su vez toma los datos del Anuario Pontificio. |                      |           |                |            |               |               |                          |                      |            |            |            |

## Episcopologio
- Herman Joseph Meysing, O.M.I. † (11 de enero de 1951-25 de junio de 1954 renunció[4])
- William Patrick Whelan, O.M.I. † (18 de julio de 1954-10 de enero de 1966 falleció)
- Joseph Patrick Fitzgerald, O.M.I. † (6 de agosto de 1966-24 de enero de 1976 nombrado arzobispo de Johannesburgo)
  - Sede vacante (1976-1978)
- Peter Fanyana John Butelezi, O.M.I. † (27 de abril de 1978-10 de junio de 1997 falleció)
- Buti Joseph Tlhagale, O.M.I. (2 de enero de 1999-8 de abril de 2003 nombrado arzobispo de Johannesburgo)
  - Sede vacante (2003-2005)
- Jabulani Adatus Nxumalo, O.M.I. (10 de octubre de 2005-1 de abril de 2020 retirado)
- Zolile Peter Mpambani, S.C.I., desde el 1 de abril de 2020